# Булдан, Первин
Первин Булдан (6 ноября 1967 гор. Хаккяри) — турецкий политик курдского происхождения. На III съезде Демократической партии народов в феврале 2018 года избрана её сопредседательницей.

## Биография
Родилась в 1967 году в городе Хаккяри. Окончила школу там же. В возрасте 19 лет вышла замуж за своего кузена Саваша Булдана. В 1990 году супруги переехали в Стамбул. Первин Булдан в этот период была домохозяйкой. Через год Первин родила своего первенца, которого назвали Неджирван. Саваш Булдан занимался бизнесом, нацбезопасность Турции подозревала его в торговле наркотиками и финансировании РПК.
В 1993 году премьер-министр Тансу Чиллер заявила, что у правительства имеется список бизнесменов, которые поддерживают РПК. После этого заявления Саваш Булдан стал получать множество телефонных звонков с угрозами. 3 июня 1994 года Саваш Булдан и двое его друзей, Аднан Йылдырым и Хаджи Карай, были похищены восемью полицейскими после того, как они покинули гостиницу Чинар в Ешилькёе. На следующий день их тела были найдены в устье реки Мелен. На телах были следы пыток, смерть наступила в результате огнестрельного ранения в голову. В тот же день, 4 июня 1994 года, Первин Булдан родила второго ребёнка, девочку по имени Зелал.
В 2001 году Первин Булдан создала и возглавила «Йакай-Дер», ассоциацию солидарности и помощи семьям пропавших людей, целью этой ассоциации является розыск людей, которые пропали без вести в Турции. Перед основанием «Йакай-Дер» Первин Булдан работала «Маг-Дер» — ассоциации со схожими с «Йакай-Дер» целями, которая была закрыта правительством Турции под предлогом нарушения закона об ассоциациях.
На создание «Йакай-Дер» Первин Булдан вдохновила группа активистов «Субботние матери», которые каждую субботу проводят акцию с целью привлечь внимание турецкого общества к проблеме похищения и убийства людей турецкими спецслужбами в 1980-90-е годы.
В 2007 году, будучи беспартийной, Первин Булдан была избрана членом Великого национального собрания.
В 2013 году она посетила лидера РПК Абдуллу Оджалана, который находится в тюрьме на острове Имралы.